# Мілан Дімун
Мілан Дімун (словац. Milan Dimun, нар. 19 вересня 1996, Кошиці, Словаччина) — словацький футболіст, центральний півзахисник клубу ДАК 1904.

## Клубна кар'єра
Мілан Дімун народився у місті Кошиці і є вихованцем місцевого однойменного клуба. У жовтні 2014 року Дімун дебютував у першій команді.
Вже у 2016 році футболіст перебрався до сусідньої Польщі, де підписав чотирирічний контракт з клубом «Краковія». У липні 2020 року Дімун вийшов на заміну у фінальному матчі Кубка Польщі, де його команда у додатковий час перемогла «Лехію» з Гданська.
Влітку 2021 року Дімун повернувся до Словаччини, де уклав угоду з клубом ДАК 1904.

## Збірна
У 2018 році Мілан Дімун взяв участь у трьох матчах молодіжної збірної Словаччини.

## Досягнення
Краковія
 Переможець Кубка Польщі: 2019/20
 Переможець Суперкубка Польщі: 2020